# ЕТО Парк
ЕТО Парк (угор. ETO Park) — багатофункціональний стадіон, розташований в Дьєрі (Угорщина). Місткість стадіону становить 15 600 глядачів. Він є домашньою ареною для футбольного клубу «Дьєр ЕТО».
Спорткомплекс також включає три трав'яні тренувальні поля та одне синтетичне поле, а також два критих поля.

## Історія
Стадіон «ЕТО Парк» був зведений на місці старого клубного стадіону, Раба ЕТО. Знесення колишньої арени розпочалося влітку 2005 року, у жовтні 2007 року закінчено східну трибуну нового стадіону. 7 квітня 2007 року на «ЕТО Парку» провели перший офіційний матч: «Дьєр ЕТО» програв 0:2 будапештському «Вашашу» в межах чемпіонату Угорщини. 26 лютого 2011 року оголошено про те, що сектори стадіону назвуть на честь 40 легендарних колишніх гравців «Д'єрі ЕТО». 17 жовтня 2012 року відкрито готель ЕТО Парк. На церемонії відкриття були присутні мер Дьєра Жольт Боркай та депутат Національних зборів Угорщини Петер Сійярто.
8 липня 2013 року стало відомо про те, що 11 серпня того ж року «Дьєрі ЕТО» прийме на своєму стадіоні мюнхенську «Баварію» в межах святкування 20-річчя Audi Hungaria Motor Kft, дочірньої компанії німецького автогіганта Audi. «Баварія» в підсумку розгромила угорську команду з рахунком 4:1.

## Міжнародні матчі
| № | Дата           | Господарі | Результат | Гості     | Змагання         |
| - | -------------- | --------- | --------- | --------- | ---------------- |
| 1 | 3 березня 2010 | Угорщина  | 1:1       | Росія     | товариський матч |
| 2 | 29 лютого 2012 | Угорщина  | 1:1       | Болгарія  | товариський матч |
| 3 | 6 червня 2013  | Угорщина  | 1:0       | Кувейт    | товариський матч |
| 4 | 5 березня 2014 | Угорщина  | 1:2       | Фінляндія | товариський матч |

## Галерея

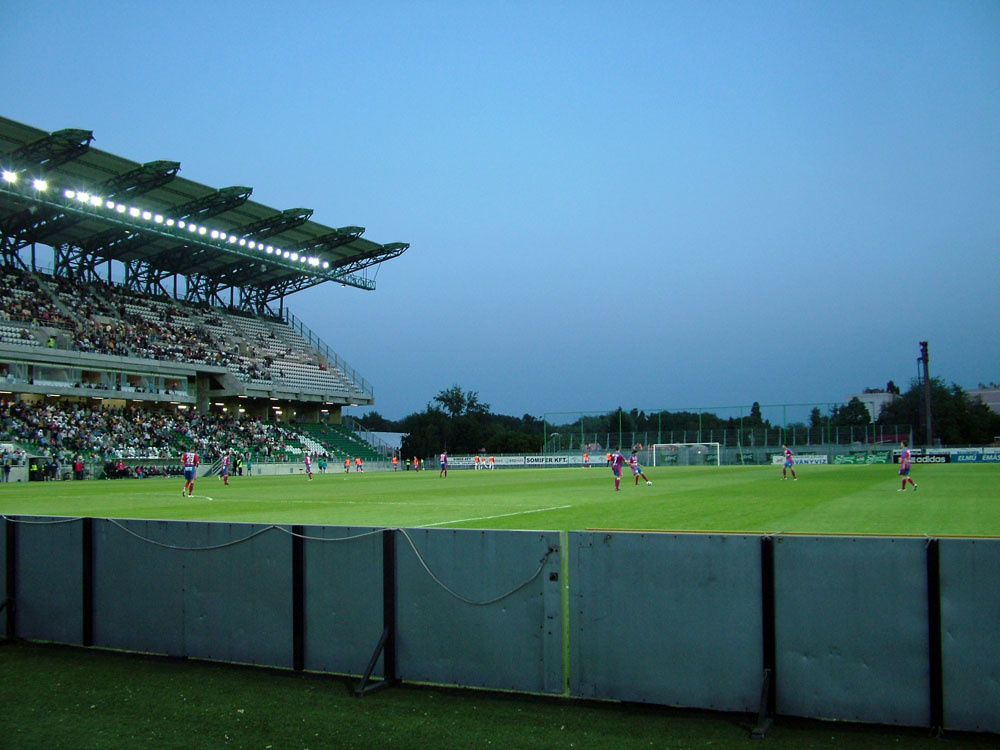
«Дьєр» - «Вашаш» 1 травня 2009 року
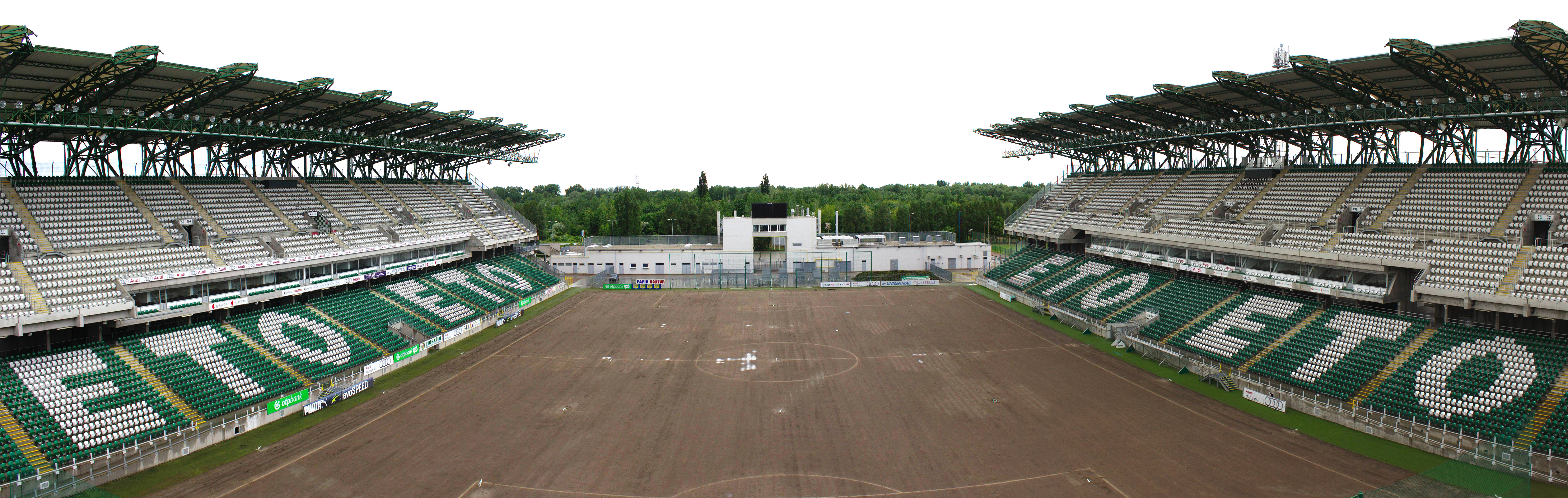
Вид на стадіон «ЕТО Парк» з готелю ЕТО Парк
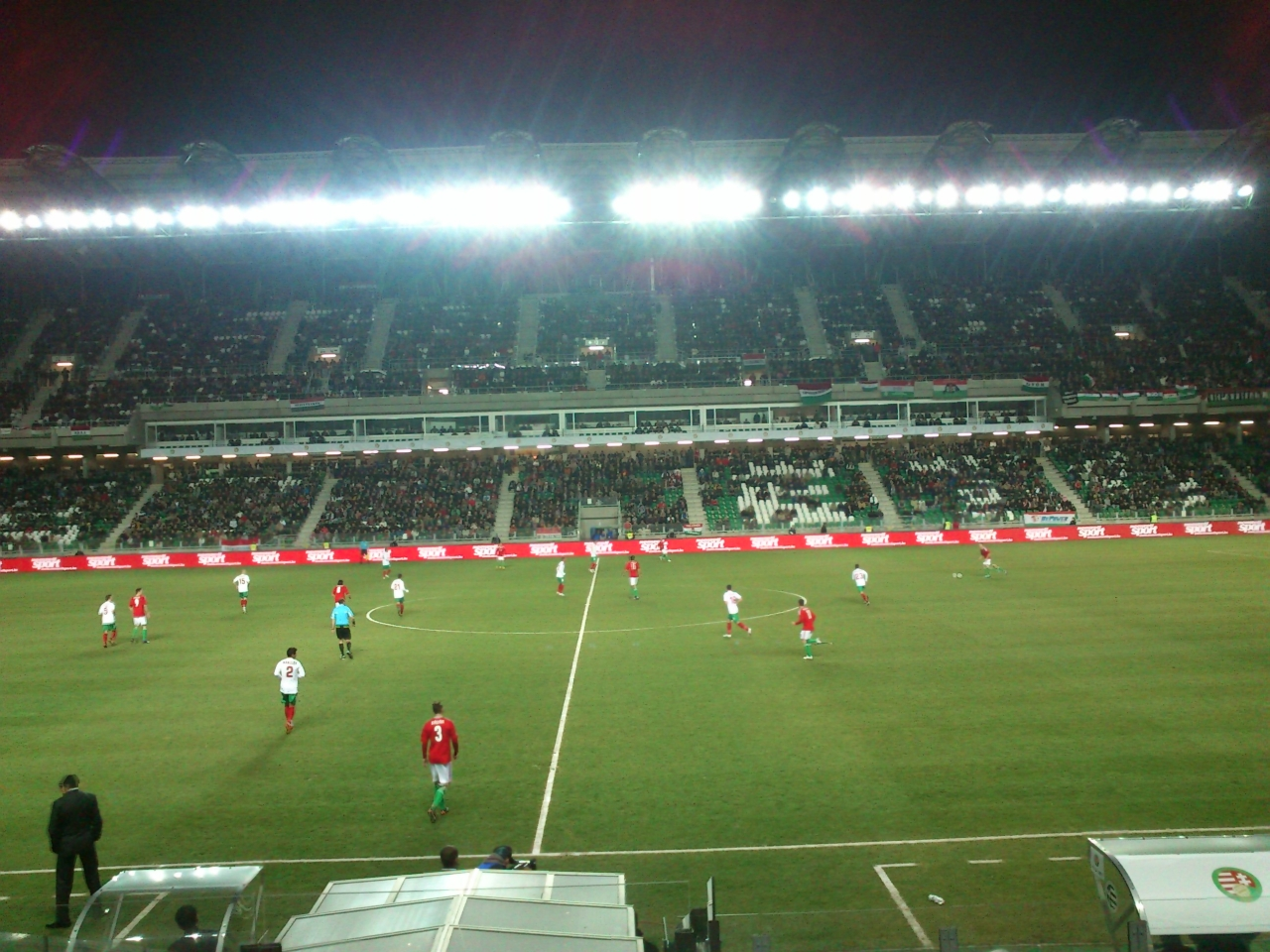
ЕТО Парк під час товариського міжнародного матчу між збірними Угорщини та Болгарії.
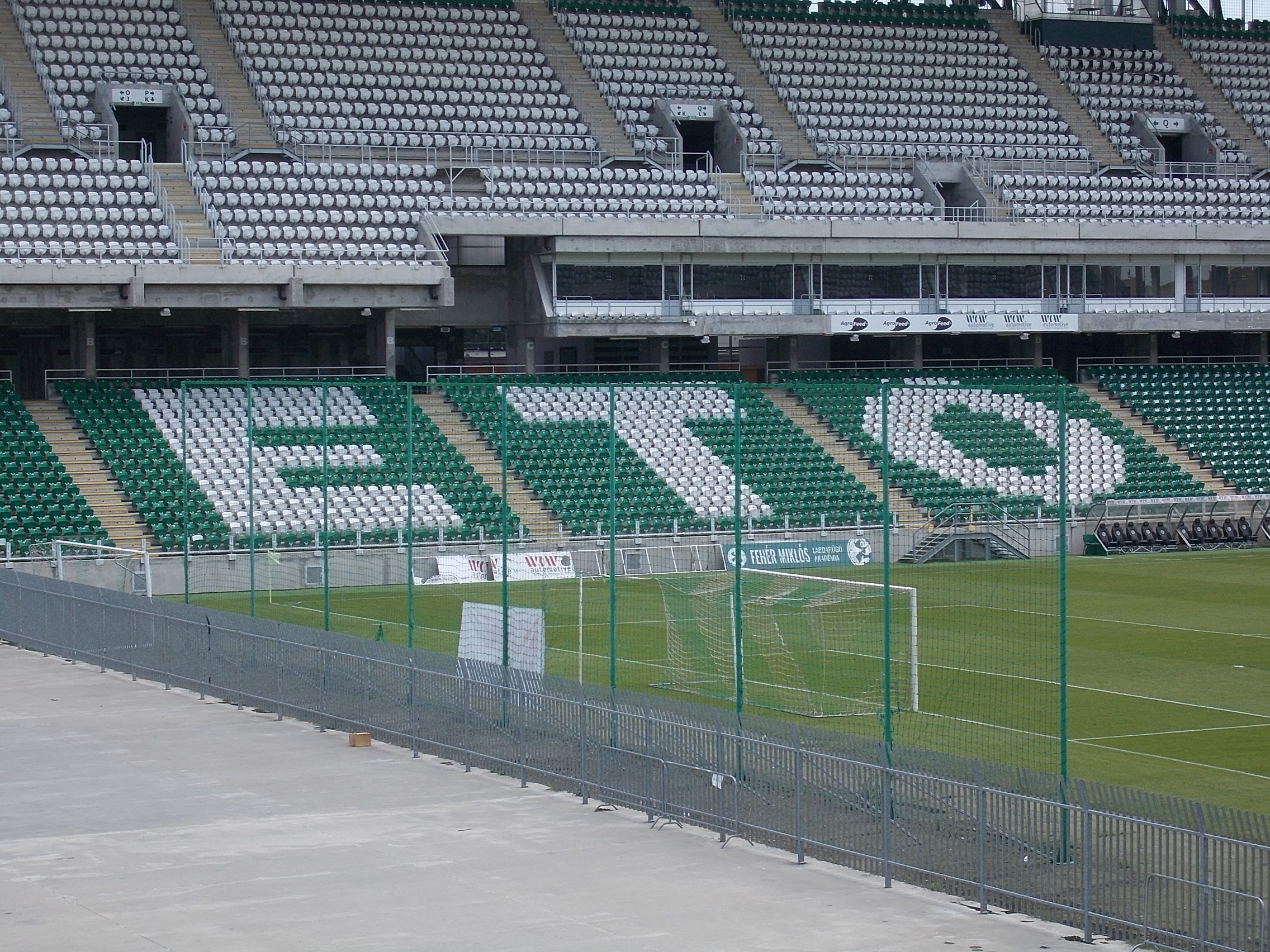
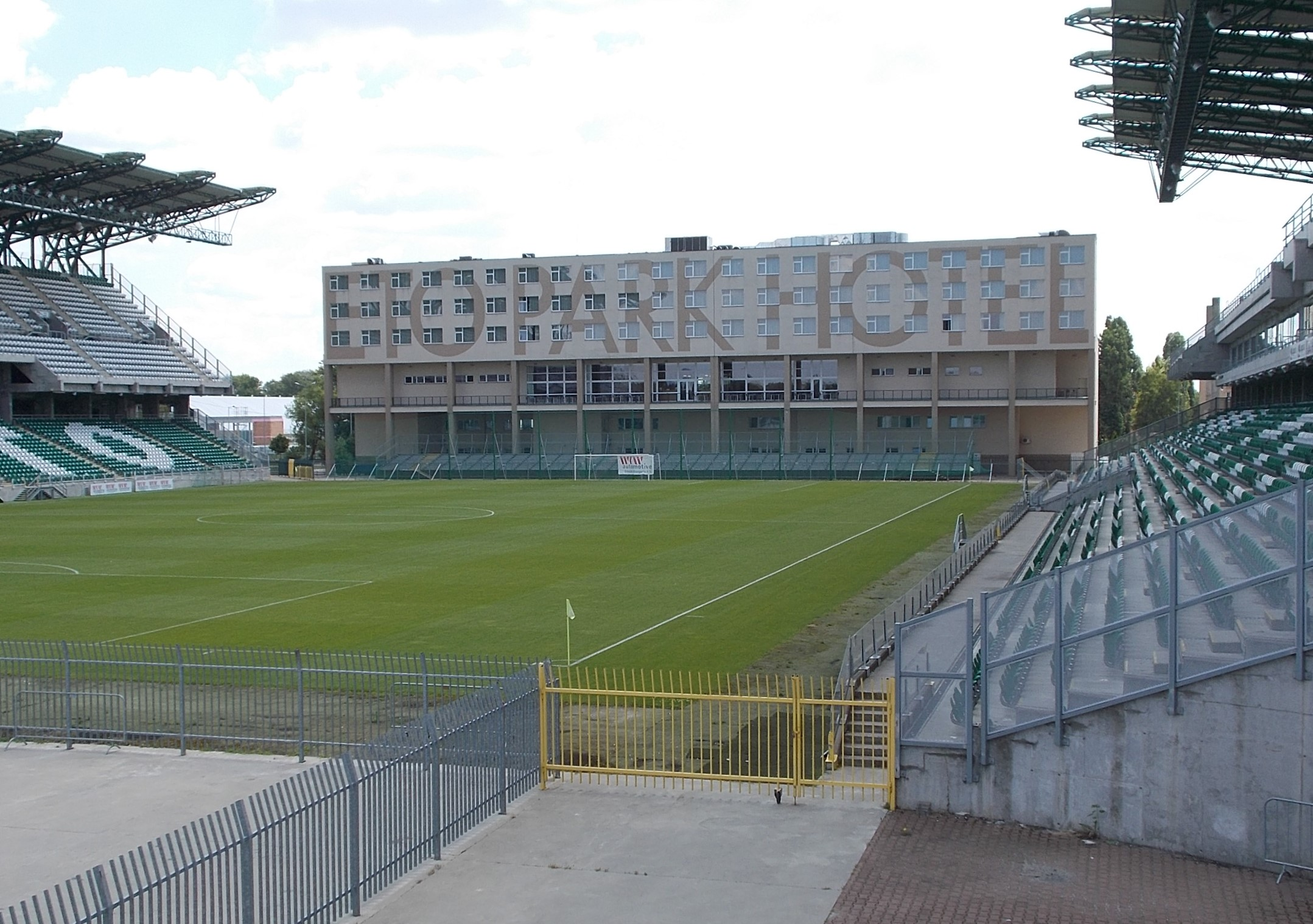
Готель «ЕТО Парк» на задньому плані
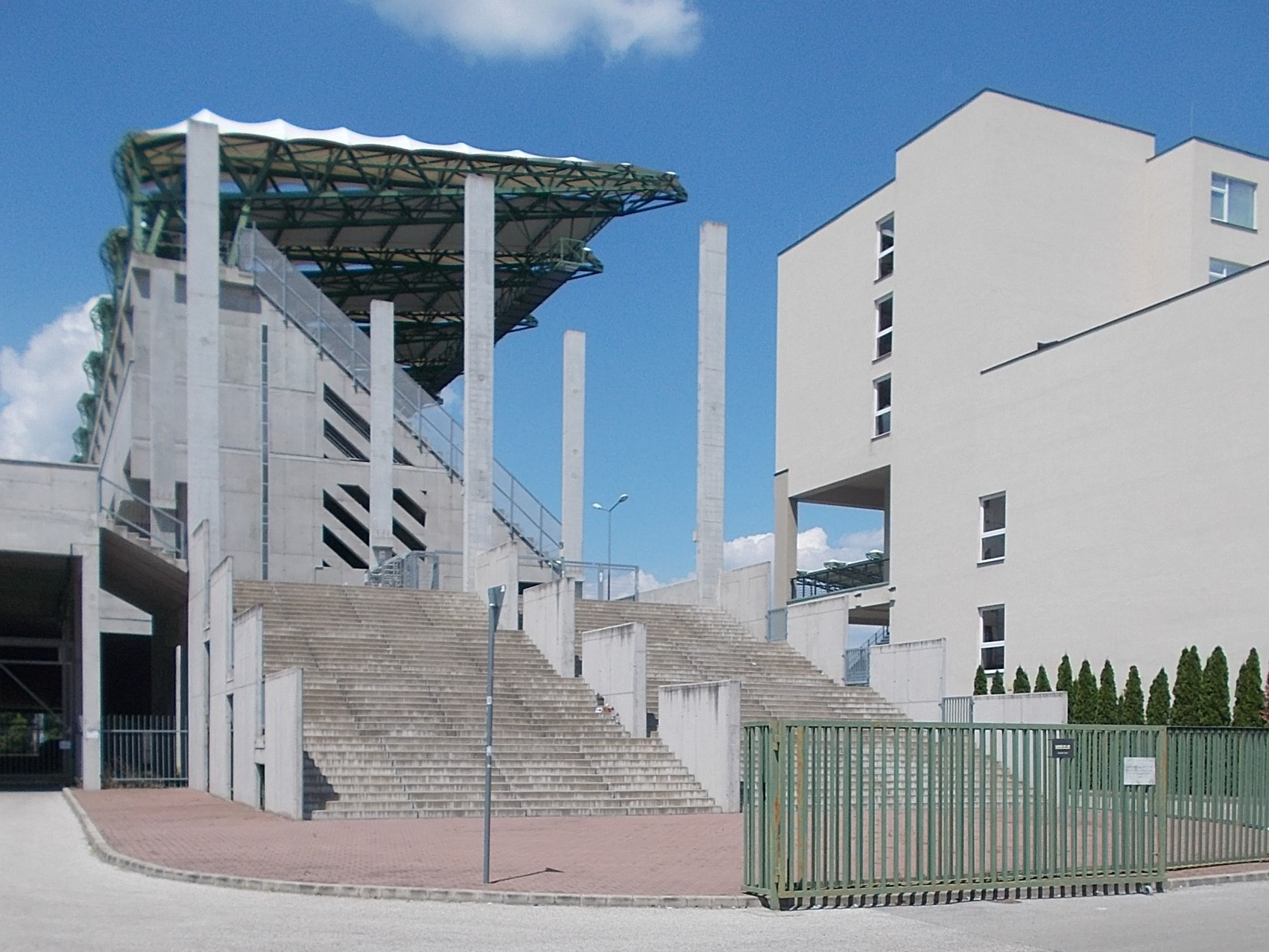
Поруч із готелем